# Peter Uhlmann
Peter Uhlmann (* 16. April 1948 in Buchholz, Erzgebirge) ist ein deutscher Übersetzer.

## Leben
Peter Uhlmann absolvierte nach dem Abitur ein Studium der Finno-Ugristik an der Humboldt-Universität Berlin. Von 1972 bis 1981 war er wissenschaftlicher Mitarbeiter der Universität Greifswald. Seit 1982 ist er tätig als freier Übersetzer. Peter Uhlmann, der heute in Freiberg lebt, übersetzt Romane, Erzählungen, Kinder- und Jugendbücher sowie Theaterstücke aus dem Finnischen ins Deutsche. Er ist Mitglied im Verband deutschsprachiger Übersetzer literarischer und wissenschaftlicher Werke.

## Übersetzungen (alphabetisch nach Autoren)
- Pirjo Alajoki: Frausein in Echtzeit. Frankfurt am Main 2010
- Maiju Lassila: Die seltsame Bärenjagd. Rostock 1988
- Hannu Mäkelä: Vom Pferd, das seine Brille verlor. Berlin 1983
- Veijo Meri: Erzählungen. Berlin 1984 (übersetzt zusammen mit Regine Pirschel)
- Tiina Nopola: Drei Freunde für Siri. Hamburg 2004
- Tiina Nopola: Siri und die schmutzige Lotta. Hamburg 2005
- Leena Parkkinen: Die alte Dame, die ihren Hut nahm und untertauchte. München 2014
- Terttu Pihlajamaa: Estonia. Leipzig 1999
- Paavo Rintala: Marias Liebe. Leipzig 2006
- Esa Sariola: Bis zu meinem Tod. Rostock 1989
- Taavi Soininvaara: Das andere Tier. Berlin 2014
- Taavi Soininvaara: Der Finne. Berlin 2009
- Taavi Soininvaara: Finnischer Tango. Berlin 2008
- Taavi Soininvaara: Finnisches Blut. Berlin 2007
- Taavi Soininvaara: Finnisches Inferno. Berlin 2008
- Taavi Soininvaara: Finnisches Quartett. Berlin 2006
- Taavi Soininvaara: Finnisches Requiem. Berlin 2004
- Taavi Soininvaara: Finnisches Roulette. Berlin 2005
- Taavi Soininvaara: Rot. Berlin 2013
- Taavi Soininvaara: Schwarz. Berlin 2011
- Taavi Soininvaara: Tot. Berlin 2014
- Taavi Soininvaara: Weiß. Berlin 2012
- Pirkko-Liisa Surojegin: Schaut mal, was die Waldmaus kann. Hildesheim 1991
- Antti Tuuri: Winterkrieg. Leipzig [u. a.] 1992
- Esko Valtaoja: Im Universum zu Hause. Frankfurt am Main 2006
- Anu Vanas: Das kleine Mammut. Hildesheim 1991